# Wendy Schenker
Wendy Schenker (* vor 1975) ist eine US-amerikanische Schauspielerin.

## Leben
Schenker wuchs auf Long Island, New York auf und begann ihre Schauspielkarriere im Alter von 12 Jahren. Sie besuchte die Performing Arts Foundation in Huntington, New York und studierte bei Lee Strasberg und Elaine Aiken am Lee Strasberg Theatre and Film Institute. Von der New York University erhielt sie ein B.F.A. 1983 ging sie nach Los Angeles und startete ihre Karriere in Film und Fernsehen.
Sie hatte etliche Auftritte in Fernsehserien, so etwa in Immer Ärger mit Dave (1994), Star Trek: Deep Space Nine (1995), New York Cops – NYPD Blue (1995/1997), Beverly Hills, 90210 (1998) und The Geena Davis Show (2000). Filme, in denen sie spielte, sind unter anderem Frank Sinatra – Der Weg an die Spitze (1992) und Killing Midnight (1997).
Seit September 1990 ist sie mit dem Komponisten Ron Fish verheiratet, mit dem sie zwei Kinder hat.

## Filmografie (Auswahl)
- 1992: Frank Sinatra – Der Weg an die Spitze (Sinatra, Fernsehfilm)
- 1994: Immer Ärger mit Dave (Dave's World, Fernsehserie, eine Folge)
- 1995: Star Trek: Deep Space Nine (Fernsehserie, eine Folge)
- 1995, 1997: New York Cops – NYPD Blue (NYPD Blue, Fernsehserie, vier Folgen)
- 1996: Grace (Grace Under Fire, Fernsehserie, eine Folge)
- 1996: Hinterm Mond gleich links (3rd Rock from the Sun, Fernsehserie, eine Folge)
- 1997: Murder One (Fernsehserie, eine Folge)
- 1997: Sturmflut – Inferno an der Küste (Tidal Wave: No Escape, Fernsehfilm)
- 1997: Killing Midnight
- 1998: Die Nanny (The Nanny, Fernsehserie, eine Folge)
- 1998: Beverly Hills, 90210 (Fernsehserie, zwei Folgen)
- 1999: Body Shots
- 2000: Kandidatin im Kreuzfeuer (An American Daughter, Fernsehfilm)
- 2000: Star Trek: Invasion (VG, Stimme)
- 2000: The Geena Davis Show (Fernsehserie, drei Folgen)
- 2001: America’s Sweethearts
- 2002: Will & Grace (Fernsehserie, eine Folge)
- 2003: Monk (Fernsehserie, eine Folge)
- 2003: Terminator 3 – Krieg der Maschinen (VG, Stimme)
- 2004: The West Wing – Im Zentrum der Macht (The West Wing, Fernsehserie, eine Folge)
- 2004: Scrubs – Die Anfänger (Scrubs, Fernsehserie, eine Folge)
- 2004: JAG – Im Auftrag der Ehre (JAG, Fernsehserie, eine Folge)
- 2006: Without a Trace – Spurlos verschwunden (Without a Trace, Fernsehserie, eine Folge)
- 2007: The Game (Fernsehserie, eine Folge)
- 2008: Desperate Housewives (Fernsehserie, eine Folge)
- 2010: Class (Fernsehfilm)
- 2010: Law & Order: LA (Fernsehserie, eine Folge)
- 2011: Criminal Minds (Fernsehserie, eine Folge)
- 2011: CSI: Den Tätern auf der Spur (CSI: Crime Scene Investigation, Fernsehserie, eine Folge)
- 2013: Apartment 23 (Don’t Trust the B---- in Apartment 23, Fernsehserie, eine Folge)
- 2013: Watercolor Postcards